# کانویر ایکس‌بی-۵۳
کانویر ایکس‌بی-۵۳ طرح پیشنهادی یک هواپیمای بمب افکن متوسط با موتور جت  بود که توسط کانویر برای نیروی هوایی ارتش ایالات متحده طراحی شد. با طراحی بدون دم و بال رو به جلو، هواپیمای آینده نگرانه‌ای به نظر می رسید. با این حال، پروژه قبل از تکمیل هر یک از دو نمونه اولیه، لغو شد.

## مشخصات فنی (XB-53)
داده‌ها از 
ویژگی‌های عمومی
- خدمه: چهار
- طول: ۷۹ فوت ۵ اینچ (۲۴٫۲ متر)
- پهنای بال: ۸۰ فوت ۹ اینچ (۲۴٫۶ متر)
- ارتفاع: ۲۳ فوت ۸ اینچ (۷٫۲۲ متر)
- مساحت بال‌ها: ۱٬۳۷۰ فوت مربع (۱۲۷ متر مربع)
- وزن خالی: ۳۱٬۷۶۰ پوند (۱۴٬۴۰۶ کیلوگرم)
- بیشترین وزن برخاست: ۶۰٬۰۰۰ پوند (۲۷٬۲۱۶ کیلوگرم)
- پیشرانه: ۳ عدد موتور توربوجت الیسون جی۳۵, ۴٬۰۰۰ پوند-نیرو (۱۸ کیلونیوتن) thrust در هر موتور

عملکرد
- حداکثر سرعت: ۵۰۰ گره (۵۸۰ مایل بر ساعت، ۹۳۰ کیلومتر بر ساعت)
- بُرد: ۱٬۷۰۰ مایل دریایی (۲٬۰۰۰ مایل، ۳٬۲۰۰ کیلومتر)
- حداکثر ارتفاع: ۴۴٬۰۰۰ فوت (۱۳٬۰۰۰ متر)

تسلیحات

- بمب‌ها: ۱۲٬۰۰۰ پوند (۵٬۴۴۳ کیلوگرم)

### کتابشناسی - فهرست کتب
- Andrade, John M. U.S. Military Aircraft Designations and Serials since 1909. Earl Shilton, Leicester: Midland Counties Publications, 1979. شابک ‎۰−۹۰۴۵۹۷−۲۲−۹.
- Jones, Lloyd S. U.S. Bombers, B-1 1928 to B-1 1980s. Fallbrook, California: Aero Publishers, 1962, second edition 1974. شابک ‎۰−۸۱۶۸−۹۱۲۶−۵.
- Knaack, Marcelle Size. Encyclopedia of U.S. Air Force Aircraft and Missile Systems, Volume II – Post-World War II Bombers 1945–1973. Washington, D.C.: Office of Air Force History, USAF, 1988. شابک ‎۰−۹۱۲۷۹۹−۵۹−۵.
- Wagner, Ray. American Combat Planes – Second Edition.  Garden City, New York: Doubleday and Company, 1968. شابک ‎۰−۳۷۰−۰۰۰۹۴−۳.